# 莉莉·卡特
莉莉·卡特（英語：Lily Carter，1990年4月15日—），是一名美國色情女演員。

## 早年生活
卡特出生於奧勒岡州的楊卡拉。她擁有英國和愛爾蘭血統。

## 演藝生涯
在進入色情產業之前，卡特是一位網路攝影機模特兒。 她的藝名源自於女演員琳達·卡特。
卡特於2010年開始在成人影片產業演出，當時她20歲 她參與拍攝的第一個場景是在現實國王的網站《Pure18.com》上與Voodoo一起演出。 她也為許多不同的成人片商演出，包括好色客、Digital Sin、優雅天使、Jules Jordan、Bangbros、21Sextury、Brazzers和頑皮美國。

## 私人生活
卡特是一位雙性戀者。

### 演員
| 年份 | 作品 | 語言 | 角色 |
| ---- | ---- | ---- | ---- |
| 荒地 | 2012 | 英語 | 安娜 |

## 獎項
- 2012 洛杉磯地下影片節獎 – 最佳女演員（Wasteland）[8]
- 2013 成人影帶新聞獎 – 最佳女演員（英语：AVN Award for Best Actress）（Wasteland）[9]
- 2013 成人產業獎（英语：XBIZ Award） – 最佳女演員—劇情片（英语：XBIZ Award for Best Actress—Feature Movie）（Wasteland）[10]
- 2013 成人產業獎– 最佳場景，劇情片（Wasteland）與莉莉·拉寶（英语：Lily LaBeau）、麥可·布魯（英语：Mick Blue）、拉蒙·諾馬（英语：Ramón Nomar）、大衛·派瑞和東尼·里巴斯（英语：Toni Ribas）[10]
- 2013 成人電影評論家組織獎（英语：XRCO Award） – 最佳女演員（Wasteland）[11]
- 2013 成人電影評論家組織獎 – Cream Dream[11]

## 外部連結
- 官方网站
- 莉莉·卡特在互联网电影资料库（IMDb）上的資料（英文）
- 莉莉·卡特的X（前Twitter）
- 莉莉·卡特在網際網路成人電影資料庫
- 成人電影資料庫上莉莉·卡特的资料（英文）
- 莉莉·卡特.  (访谈). May 23, 2011  [May 8, 2015].  She Needs It. （原始内容存档于2018-08-23）.